# Корка

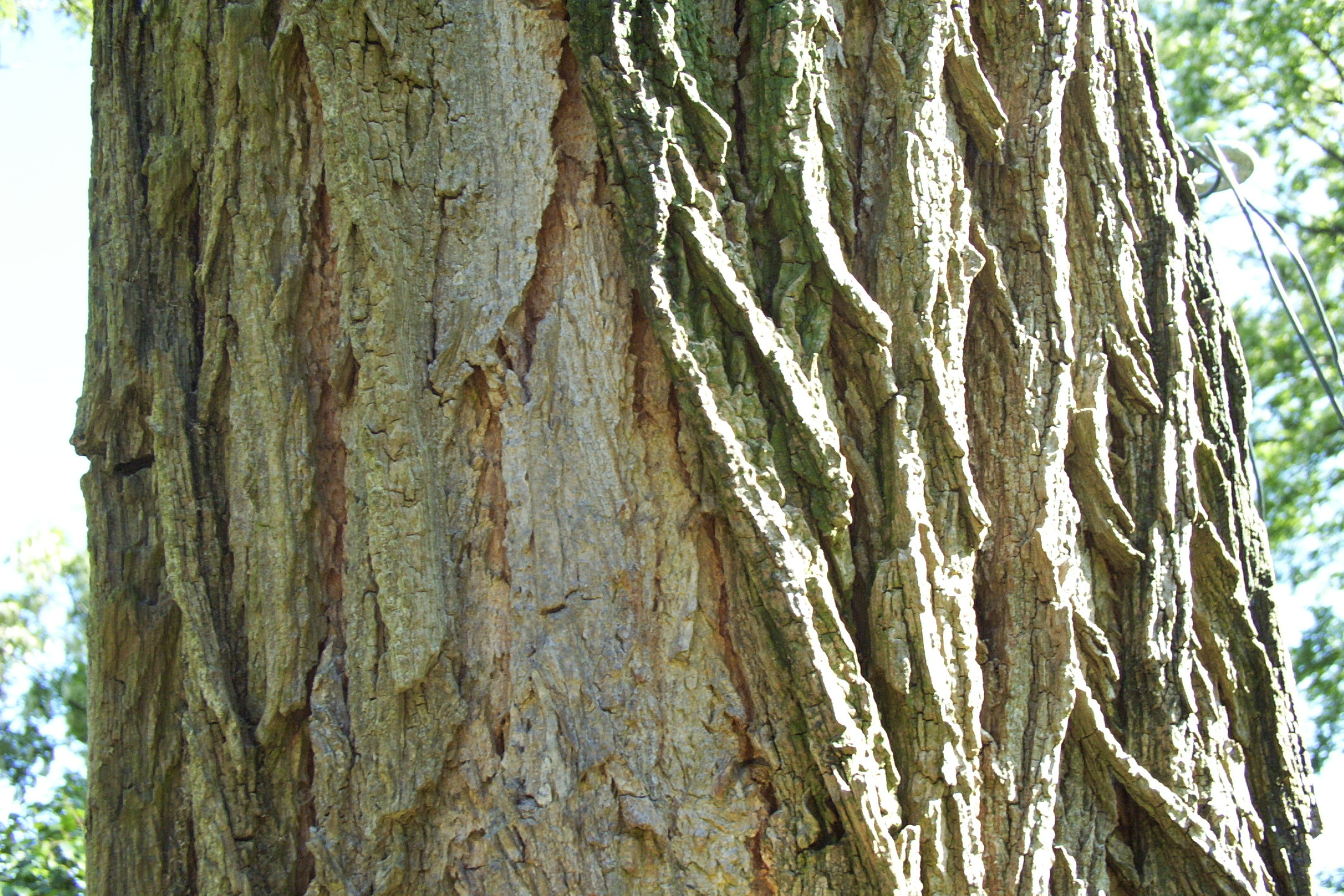
Корка на стволе Робиния псевдоакация|робинии псевдоакации (Robinia pseudacacia)

Корка, или ритидом (лат. rhytidoma) — наружная часть коры многолетних побегов и корней, состоит из омертвевших участков первичной коры и вторичной флоэмы. Эти две ткани разделяются перидермами, образуемыми неоднократно закладываемыми феллогенами. Периферические слои корки опадают, и старый слой феллогена отмирает. Вместо него дальше от центра закладывается новый слой, и, таким образом, формируется несколько перидерм. Отмирание тканей, располагающихся между перидермами, обусловлено газо- и водонепроницаемостью входящей в перидерму пробки.
По характеру заложения феллогена различают:
- кольцевую корку — виноград, ломонос;
- чешуйчатую корку — дуб, сосна[1].

Особенно мощная корка развивается на старых стволах и корнях деревьев. У кустарников много корки не образуется, так как она обычно быстро сбрасывается. У некоторых древесных растений (например, у бука) корки нет.
Частота сбрасывания корки, как и возраст первого её отделения, варьируют у различных растений. У винограда и земляничного дерева корка опадает ежегодно, другие растения меняют её постепенно. У винограда корка отделяется уже в первый год жизни побега, у яблони, груши — на 6—8-м году, у липы — на 10—12-м, у дуба — на 25—30-м, у пихты, граба — в возрасте 50 лет и более.
Причинами сбрасывания корки, помимо естественного развития растения, могут быть грибы, лишайники, механические повреждения перидермы.
Роль корки в жизни растения:
- вместе с коркой растение освобождается от накопившихся вредных продуктов метаболизма;
- защита от солнечных ожогов, перегрева, испарения воды, вымерзания, вредителей и инфекционных агентов[1].

Пробка, получаемая из корки пробкового дуба и амурского бархата, имеет практическое значение.